# Eric Kumi
Eric Kumi (* 9. Dezember 1995 in Accra) ist ein ghanaischer Fußballspieler.

## Karriere
Eric Kumi stand bei Mitte Juli 2017 beim Accra Hearts of Oak in der ghanaischen Hauptstadt Accra unter Vertrag. Der Verein spielte in der ersten Liga, der Ghana Premier League. Für den Verein bestritt er 35 Ligaspiele. Am 15. Juli 2017 unterschrieb er in Tunesien einen Vertrag beim Erstligisten Stade Tunisien. Für den Verein aus dem Vorort Le Bardo der Hauptstadt Tunis bestritt er 18 Erstligaspiele. Nach einem Jahr wechselte er im August 2018 nach Japan. Hier nahm ihn der Regionalligist Ococias Kyoto AC aus Kyōto unter Vertrag. Mit dem Klub spielte er 16-mal in der Kansai Soccer League (Div.1). Hierbei schoss er elf Tore. Nach Vertragsende war er vom 1. Februar 2020 bis August 2022 vertrags- und vereinslos. Der Angthong FC, ein thailändischer Drittligist, nahm ihn im August 2022 unter Vertrag. Für den Verein aus Ang Thong spielte er 20-mal in der Western Region der Liga. Nach einer Saison wechselte er im Sommer 2023 zum ebenfalls in der Western Region spielenden Pathumthani University FC. Mit 17 Treffern wurde er Torschützenkönig der Liga. Am Ende der Saison 2023/24 feierte er mit dem Verein die Meisterschaft der Region. In den Aufstiegsspielen zur zweiten Liga konnte man sich jedoch nicht durchsetzen. Nach insgesamt 29 Ligaspielen, in denen er 22 Treffer erzielte, wurde sein Vertrag im Dezember 2024 nicht verlängert.

## Erfolge
Pathumthani University FC
- Thai League 3 – West: 2023/24

## Auszeichnungen
Thai League 3 – West
- Torschützenkönig: 2023/24